# تاكاشي ايزوكا (مخرج)
تاكاشي ايزوكا (باليابانية: 飯塚隆) هو مخرج ياباني، ولد في 16 مارس 1970 في طوكيو في اليابان.

## وصلات خارجية
- تاكاشي ايزوكا على موقع IMDb (الإنجليزية)
- تاكاشي ايزوكا على موقع ميوزك برينز (الإنجليزية)